# Louis A. R. Pieri Memorial Award
Louis A. R. Pieri Memorial Award je každoročně udělovaná trofej v American Hockey League. Ocenění je určeno pro nejlepšího trenéra v sezoně a volí jej členové AHL a novináři. 
Louis Pieri jehož jméno trofej nese|| byl dlouholetý funkcionář a majitel klubu AHL Providence Reds. 

## Držitelé
| Louis A. R. Pieri Memorial Award - (nejlepší trenér v sezoně které volí členové a novináři AHL) |                               |                                |
| Sezóna                                                                                          | Trenér                        | Tým                            |
| 2021/22                                                                                         | Mitch Love                    | Stockton Heat                  |
| 2020/21                                                                                         | Spencer Carbery               | Hershey Bears                  |
| 2019/20                                                                                         | Karl Taylor                   | Milwaukee Admirals             |
| 2018/19                                                                                         | Mike Vellucci                 | Charlotte Checkers             |
| 2017/18                                                                                         | Pascal Vincent                | Manitoba Moose                 |
| 2016/17                                                                                         | Roy Sommer                    | San Jose Barracuda             |
| 2015/16                                                                                         | Rick Kowalsky                 | Albany Devils                  |
| 2014/15                                                                                         | Mike Stothers                 | Manchester Monarchs            |
| 2013/14                                                                                         | Jeff Blashill                 | Grand Rapids Griffins          |
| 2012/13                                                                                         | Willie Desjardins             | Texas Stars                    |
| 2011/12                                                                                         | Jon Cooper                    | Norfolk Admirals               |
| 2010/11                                                                                         | John Hynes                    | Wilkes-Barre/Scranton Penguins |
| 2009/10                                                                                         | Guy Boucher                   | Hamilton Bulldogs              |
| 2008/09                                                                                         | Scott Arniel                  | Manitoba Moose                 |
| 2007/08                                                                                         | Scott Gordon                  | Providence Bruins              |
| 2006/07                                                                                         | Mike Haviland                 | Norfolk Admirals               |
| 2005/06                                                                                         | Kevin Dineen                  | Portland Pirates               |
| 2004/05                                                                                         | Randy Cunneyworth             | Rochester Americans            |
| 2003/04                                                                                         | Claude Noel                   | Milwaukee Admirals             |
| 2002/03                                                                                         | Claude Julien a Geoff Ward    | Hamilton Bulldogs              |
| 2001/02                                                                                         | Bruce Cassidy                 | Grand Rapids Griffins          |
| 2000/01                                                                                         | Don Granato                   | Worcester IceCats              |
| 1999/00                                                                                         | Glen Hanlon                   | Portland Pirates               |
| 1998/99                                                                                         | Peter Laviolette              | Providence Bruins              |
| 1997/98                                                                                         | Bill Stewart                  | Saint John Flames              |
| 1996/97                                                                                         | Greg Gilbert                  | Worcester IceCats              |
| 1995/96                                                                                         | Robbie Ftorek                 | Albany River Rats              |
| 1994/95                                                                                         | Robbie Ftorek                 | Albany River Rats              |
| 1993/94                                                                                         | Barry Trotz                   | Portland Pirates               |
| 1992/93                                                                                         | Marc Crawford                 | St. John's Maple Leafs         |
| 1991/92                                                                                         | Doug Carpenter                | New Haven Nighthawks           |
| 1990/91                                                                                         | Don Lever                     | Rochester Americans            |
| 1989/90                                                                                         | Jim Roberts (lední hokejista) | Springfield Indians            |
| 1988/89                                                                                         | Tom McVie                     | Utica Devils                   |
| 1987/88                                                                                         | John Paddock Mike Milbury     | Hershey Bears Maine Mariners   |
| 1986/87                                                                                         | Larry Pleau                   | Binghamton Whalers             |
| 1985/86                                                                                         | Bill Dineen                   | Adirondack Red Wings           |
| 1984/85                                                                                         | Bill Dineen                   | Adirondack Red Wings           |
| 1983/84                                                                                         | Gene Ubriaco                  | Baltimore Skipjacks            |
| 1982/83                                                                                         | Jacques Demers                | Fredericton Express            |
| 1981/82                                                                                         | Larry Kish                    | Binghamton Whalers             |
| 1980/81                                                                                         | Bob McCammon                  | Maine Mariners                 |
| 1979/80                                                                                         | Doug Gibson                   | Hershey Bears                  |
| 1978/79                                                                                         | Parker MacDonald              | New Haven Nighthawks           |
| 1977/78                                                                                         | Bob McCammon                  | Maine Mariners                 |
| 1976/77                                                                                         | Al MacNeil                    | Nova Scotia Voyageurs          |
| 1975/76                                                                                         | Chuck Hamilton                | Hershey Bears                  |
| 1974/75                                                                                         | John Muckler                  | Providence Reds                |
| 1973/74                                                                                         | Don Cherry                    | Rochester Americans            |
| 1972/73                                                                                         | Floyd Smith                   | Cincinnati Swords              |
| 1971/72                                                                                         | Al MacNeil                    | Nova Scotia Voyageurs          |
| 1970/71                                                                                         | Terry Reardon                 | Baltimore Clippers             |
| 1969/70                                                                                         | Fred Shero                    | Buffalo Bisons                 |
| 1968/69                                                                                         | Frank Mathers                 | Hershey Bears                  |
| 1967/68                                                                                         | Vic Stasiuk                   | Quebec Aces                    |